# Kolbjørn Brenda
Kolbjørn Brenda, född 9 mars 1914 i Elverum, död 1988, var en norsk skådespelare.
Brenda debuterade 1936 vid Søilen Teater i Oslo och verkade där till 1939. Därefter var han vid Falkbergets Teater, Rogaland Teater och från 1951 Riksteatret, där han blev en central kraft. Bland hans roller finns Jeppe i Erasmus Montanus, sju roller i Peer Gynt i samma föreställning och doktor Onsø i Nils Kjærs Det lykkelige valg. Hans avskedsroll var snickare Engstrand i Gengångare (1984).
Under 1930- och 1940-talen hade han flera biroller på film. Han återkom till filmen under 1970-talet och hade 1975 huvudrollen som fackföreningsledare i Streik!.

## Filmografi
- 1937 – To levende og en død
- 1937 – By og land hand i hand
- 1938 – Det drønner gjennom dalen
- 1938 – Lenkene brytes
- 1939 – Gryr i Norden
- 1942 – Nordlandets våghals
- 1949 – Aldri mer!
- 1949 – Kärleken blir din död
- 1973 – Kirsebærhaven
- 1973 – Miranda
- 1975 – Streik!